# 吉原久夫
吉原 久夫（よしはら ひさお、1947年 - ）は、日本の数学者。新潟大学名誉教授。専門は代数幾何学。
1971年、埼玉大学理工学部卒業。1976年、京都大学大学院理学研究科博士後期課程単位取得退学。理学博士（京都大学）。その後、1983年に新潟大学教養部助教授、1993年に同大学教養部教授となった。1994年には教養部解体に伴い、新潟大学理学部教授に配置換えとなった。2013年定年退職。

## 著書
- 『要点明解　線形数学』（吉原久夫・印南信宏・小島秀雄・竹内照雄・田中環・共著）, 培風館 , 2006年
- 『徹底理解　線形代数』（渡部剛・加賀利広・吉原久夫・共著）, 培風館 , 1997年

## 論文
- 「数と図形と無限の不思議体験」（日本数学教育学会誌 93(2), 52, 2011）
- Galois embedding of algebraic variety and its application to abelian surface(Rendiconti del Seminario Maatematico della Universita di Padova 117, 69-85, 2007)
- Families of Galois closure curves for plane quartric curves(J. Math. Kyoto Univ., 43, 651-659, 2003)
- Galois points for smooth hypersurfaces(J. Algebla, 264, 520-534, 2003)
- Function field theory of plane curves by dual curves(J. Algebla, 239, 340-355, 2001)
- Galois points on quartic surfaces(J. Math. Soc. Japan, 53, 731-743, 2001)
- Degree of irractionality of hyperelliptic surfaces(Algebla Colloquium, 7, 319-328, 2000)
- A note on the inequality degrees irractionalities of algedraic surfaces(J. Algebra, 207, 272-275, 1998)
- Existence of curves of genus three on a product of two elliptic curves(J. Math. Soc. Japan, 49/3, 531-537, 1997)
- 「単尖点有理曲線」（数学 40(3), 269-271, 1988）
- On open algebraic surfaces P~2-C(Math. Ann., 268, 43-57, 1984)
- 「Pluckerの関係式の応用」（数学 32(4), 367-369, 1980）
- 「平面有理曲線の一問題」（数学 31(3), 256-261, 1979）
- 「6次平面有理曲線について」（日本語学校論集 6, 212-223, 1979）
- 「多くの自己同型をもつ複素トーラスの構造」（日本語学校論集 5, 193-202, 1978）
- 「超楕円的多様体について」（日本語学校論集 4, 104-115, 1977）
- 「Hyperelliptic threefoldについて」（数学 28(4), 359-361, 1976）